# IC 1003
IC 1003 — галактика типу cE0 pec () у сузір'ї Діва.
Цей об'єкт міститься в оригінальній редакції індексного каталогу.